# حساء زعانف القرش
حساء زعانف القرش أو حساء زعانف أسماك القرش هو طبق شعبي من المطبخ الصيني وعادة مايقدم في المناسبات الخاصة كالأعراس والحفلات، أو كطبق فاخر في الثقافة الصينية. وتزود زعانف القرش الحساء بالنسيج المكثف بينما يتكون الطعم من المكونات الأخرى للحساء. وقد تم ابتكار هذا الطبق منذ قرون مضت في عهد أسرة مينغ وقد زاد الطلب على الحساء كنتيجة لزيادة مستويات دخل الجاليات الصينية حول العالم. وقد أثرت المخاوف الدولية بشان الاستدامة والاستفادة من القرش على الاستهلاك وإمكانية توفر الحساء.

## خلفية تاريخية
ويعود تاريخ حساء زعانف القرش إلى عهد أسرة مينغ الصينية، ويعتبرها الصينييون واحدة من الأطعمة الثمانية ذات الثروة التي تستخرج من البحر. .
وقد ارتفعت شعبية هذا الحساء في آواخر القرن ال18 وأوائل ال19 على النحو الذي بدأت فيه مستويات المعيشة بالتحسن. The delicacy was coveted by emperors because it was rare and delicious, and required elaborate preparation.
وكان هذا الحساء مطعما وطعاما شهيا للأباطرة لأنه كان نادرا ولذيذا ويتطلب إعداد مكثف. ولأنه ذو اهمية مطبخية ورمزية تكون شهرة هذا الطبق في مناسبات مهمة كالأعراس والحفلات والصفقات التجارية الهامة. حيث يرمز للثروة والسلطة والهيبة والشرف. وهذا الطبق الرئيسي الذواق من المطبخ الصيني يظهر الاحترام والشرف والتقدير للضيوف. It symbolizes wealth, power, prestige and honor. This staple of gourmet Chinese cuisine is a show of respect, honor, and appreciation to the guests.

## التحضير
ويحضر حساء زعانف سمك القرش الاصلي أو اليخنة من زعانف سمك القرش التي يتم الحصول عليها من أي نوع من مجموعة اسماك القرش. ويتم تجهيز زعانف سمك القرش النيء أولاً عن طريق إزالة الجلد والسنينة العاجية عنه ومن ثم تشذيبها لتتشكل وتبيضّ إلى لون مُشَهٍّ أكثر.

وهناك نوعان من اشكالها المجففة، وهي المطبوخة/ منزوعة الجلد (المبشور) والنيئ/ غير منزوع الجلد والذي يتطلب تحضير مكثف. ولاسيما كلاهما يحتاج إلى تليينه قبل استخدامهم في اعداد الحساء. .
وتباع زعانف سمك القرش في أشكال عديدة: منها المجففة والمطبوخة والرطبة والمثلجة. حيث تتوفر في الأسواق الآسيوية أيضا زعانف سمك القرش المعلبة الجاهزة للأكل. .

## اهتمامات الرفق بالحيوان

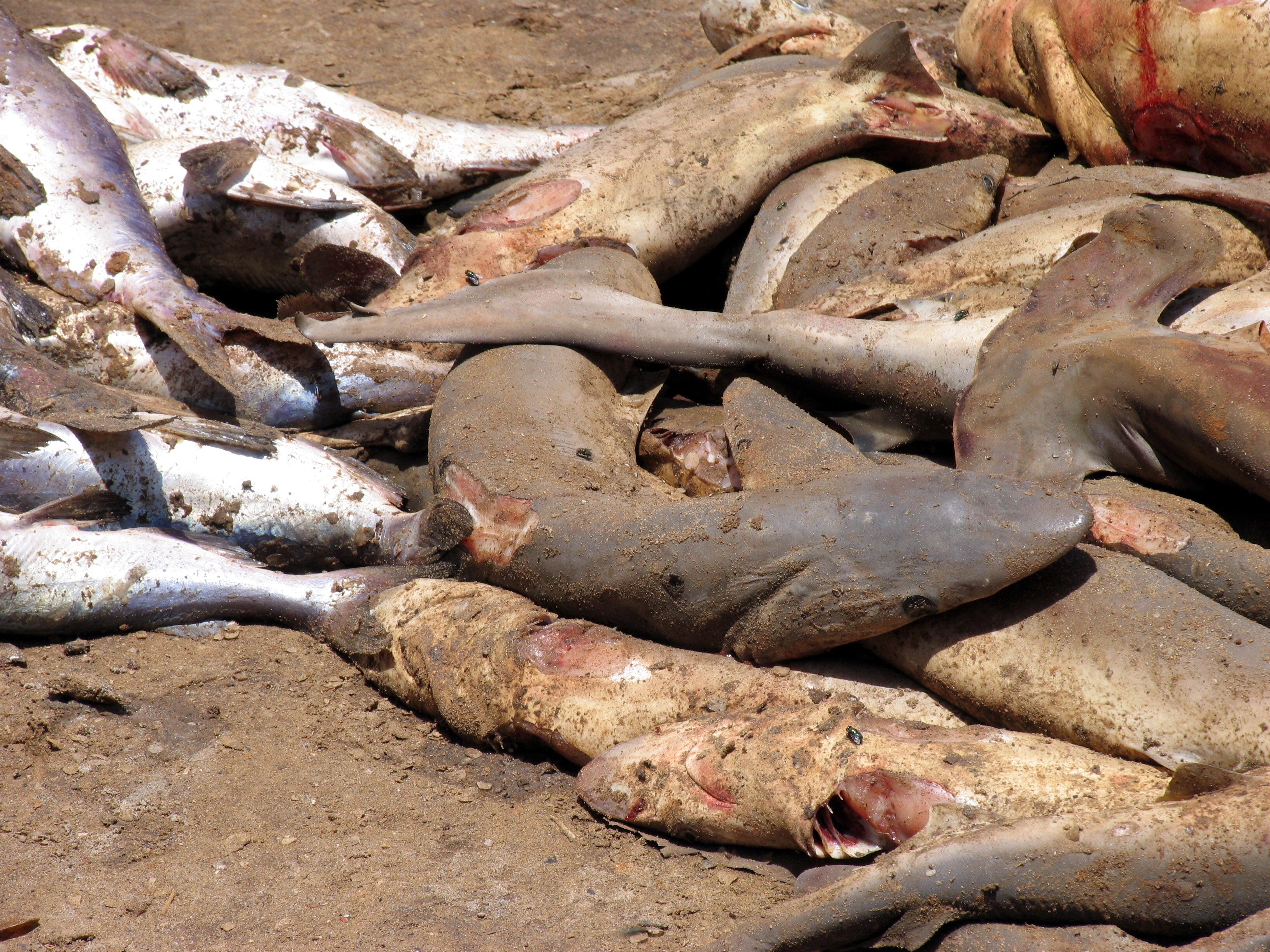
زعانف القرش

وتتكون الزعانف التي تستخدم في تحضير الحساء من الزعانف الغضروفية الظهرية والصدرية والذيلية.
ويتم حصد هذه الزعانف من خلال عملية تعرف بعملية إزالة زعانف سمك القرش. والشخص الذي يقوم بإزالة زعانف سمك القرش غالبا ما يترك القرش ليموت في المحيط بعد قطعه للزعانف. وهذا هو أحد الأسباب الرئيسية لانخفاض عدد أسماك القرش في جميع أنحاء العالم.
وفي عام 2011منعت ولاية كاليفورنيا بيع زعانف سمك القرش.

## المذاق
وتكون الزعانف في هذا الحساء، لا طعم لها تقريبا. ويتكون الطعم من الحساء بينما تقدر قيمة الزعانف في تركيبتها. حيث لديها تركيب مطاطي وصعب المضغ وليفي. وقالت كريستا ماهر التي تعمل في مكتب "الوقت " عن الزعانف "أنها بين المطاطية والمقرمشة"." اما ديفيد ليبرمان فقد كتب في موقع اوسي ويكلي بأنها" لاذعه وملمسها هلامي" وقد كانت ردة فعل معظم الغربيين من تناول زعانف القرش لأول مرة بأنه لا طعم لها تقريباً. ومع ذلك يقدّر التركيب بقدر الذوق في المطبخ الآسيوي. .

## الأثر الصحي

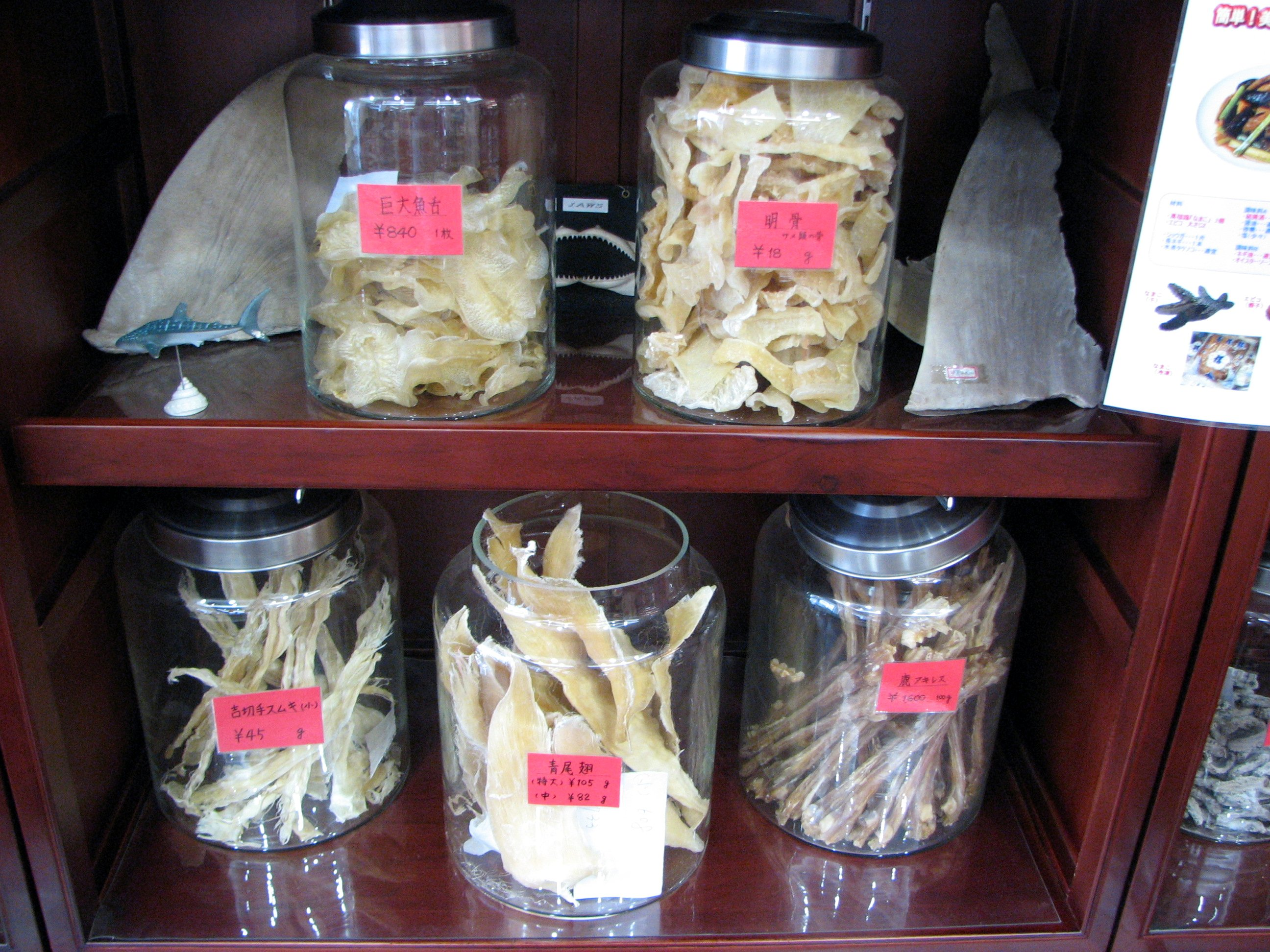
زعانف اسماك القرش وقطع اخرى في صيدلية صينية في يوكوهاما- اليابان

وكان يعتقد في الثقافة الصينية بأن زعانف سمك القرش لها خصائص تعزيز القدرة الجنسية، وتعزيز صحة الجلد، وزيادة تشي (بالصينية) أو الطاقة والوقاية من أمراض القلب وخفض الكوليسترول.
ويزعم في الكتب الطبية الصينية القديمة أن زعانف سمك القرش تساعد في مجالات تجديد الشباب، وتعزيز الشهية وتغذية الدم وتعود بالفائدة على الطاقة الحيوية والكلى والرئتين والعظام وأجزاء أخرى كثيرة من الجسم.
لا يوجد هناك أي دليل علمي على صحة أي من هذه الادعاءات التقليدية. .
وتكون كمية الفيتامين في حساء زعانف سمك القرش الطبيعي أقل بكثير منه في حساء الخضار الطبيعي.
حيث يكاد لا يحتوي على فيتامين أ. ومع ذلك فأنه يحتوي جزئيا على الحديد والزنك وفيتامين بي، والفوسفور أكثر: منه في حساء الخضار العادية.
وهناك ادعاءات بأن زعانف القرش تمنع من الإصابة بمرض السرطان. إلا انه لايوجد هناك دليل علمي حيث وجدت إحدى الدراسات أن غضروف سمك القرش لا قيمة له في علاج السرطان.
وقد حذرت منظمة الحياة البرية الغير حكومية «وايلد ايد» من أن الإفراط في تناول طعام زعانف القرش يمكن أن يسبب العقم لدى الرجال. فمن المعروف أن الأسماك الكبيرة مثل سمك القرش وسمك سياف البحر والتونة تحتوي على مستوى عال من ميثيل الزئبق. وقد نصحت إدارة الاغذية والعقاقير ووكالة حماية البيئة المرأة التي على وشك الحمل والحامل والمرأة المرضعة والأطفال الصغار بتجنب إستهلاك الأسماك التي تحتوي على نسبة عالية من الزئبق. .

## السوق

### الطلب

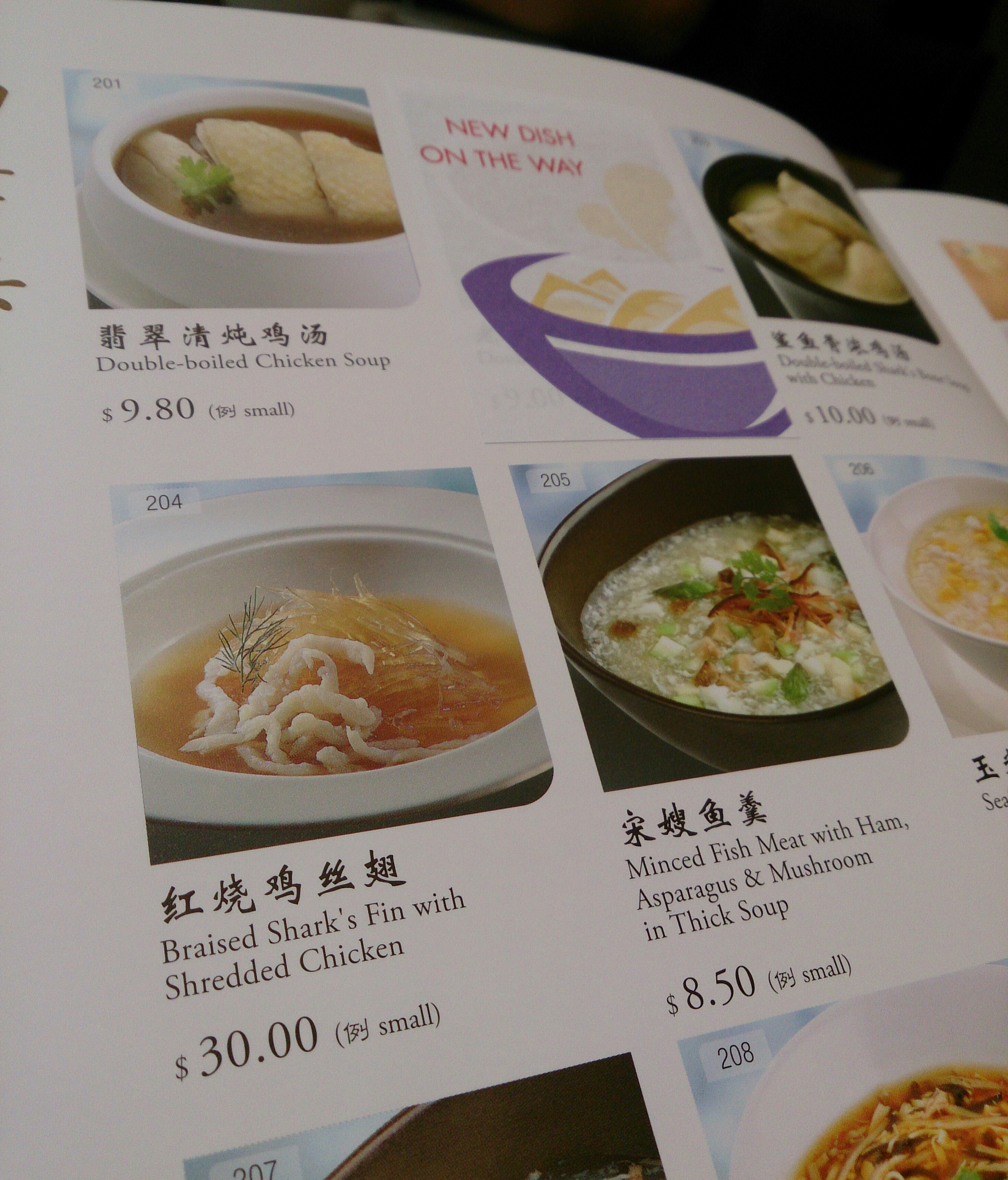
زعانف القرش على لائحة الطعام في مطعم صيني سنغافورة.

وحساء زعانف سمك القرش يعد من أشهر الأطعمة الشهية في الصين، ويؤكل في المطاعم الصينية التي حول العالم. . وفي عام 2001 قال المدير التنفيذي لمنظمة «وايلد ايد» بيتر نايتس أن تجارة زعانف القرش وصلت إلى أكثر من الضعف في السنوات ال 15 السابقة.
وفي عام 2006 أجرت منظمة «وايلدايد» استطلاعاَ ووجدت فيه الجمعية الصينية لحماية الحياة البرية أن 35% من المشاركين قالوا بأنهم قاموا بإستهلاك حساء زعانف القرش، في حين قال 83% من المشاركين في استطلاع على الإنترنت التي أجراها الصندوق العالمي للطبيعة أنهم قد استهلكوا حساء زعانف القرش في بعض الأوقات.
وفي مطاعم هونغ كونغ، حيث عادة كانت السوق قوية، كان الطلب من مواطنين هونغ كونغ حسبما ورد في التقارير قد انخفض في عام 2006، ولكن هذا كان أكثر من الموازنة في زيادة في الطلب من بر الصين الرئيسى، حيث أن النمو الاقتصادي في الصين قد وضع هذا الطبق الشهي الباهظ الثمن في متناول أيدي الطبقة الوسطى المتنامية.
واستنادا إلى معلومات تم جمعها من تجارة هونغ كونغ في الزعانف، ان نمو السوق في عام 2004 يقدر بنسبة 5٪ في السنة. وقد ارتفع استهلاك حساء زعانف سمك القرش بشكل كبير مع تقدم الطبقة الوسطى حيث أصبحت أكثر ثراء، ولاسيما ان الجاليات الصينية في جميع أنحاء العالم تتمتع بمستويات دخل متزايدة. وارتفاع سعر الحساء يعني أنه غالبا يستخدم على أنها وسيلة تستهوي الضيوف أو في الاحتفالات؛ وقال 58 في المئة ممن شملهم استطلاع الصندوق العالمي للطبيعة أنهم كانوا يأكلون الحساء في احتفال أو تجمع. 58 percent of those questioned in the WWF survey said they ate the soup at a celebration or gathering.
ومع ذلك، في أواخر عام 2013 أشار تقرير في صحيفة واشنطن بوست بأن حساء زعانف القرش لم يعد ينظر إليه على أنه مألوف في الصين. وبدأت الحركة لمكافحة حساء زعانف سمك القرش في عام 2006، حيث قامت منظمة «وايلد ايد» بوضع نجم كرة السلة الصيني ياو مينغ باعتباره في مقدمة حملة العلاقات عامة لمكافحة الطبق. وقد أجريت الحملة من قبل تحالف من رجال الأعمال الصينيين، والمشاهير، والطلاب، وبدأت تجني ثمارها في عام 2012، عندما مرت الصين بحظر على واردات زعانف القرش. وفي يناير من عام 2013، ذكرت صحيفة تشاينا ديلي ان مسؤولين في مقاطعة تشجيانغ وجدوا أن العديد من مطاعم حساء زعانف القرش تقوم ببيع زعانف سمك القرش الاصطناعي، وأن ثلث هذه العينات التي حصل عليها المسؤولين تحتوي على كميات خطرة من ميثيل الزئبق والكادميوم. وفي غضون شهرين من تقرير صحيفة تشاينا ديلي، أمرت الصين مسؤوليها في جميع أنحاء البلاد بمنع تقديم الأطباق المحضرة من الحيوانات البرية المحمية في المآدب الرسمية، وفي سبتمبر، أصدرت حكومة هونغ كونغ أمر مشابه. ووفقا لما جاءت به منظمة وايلد ايد، انه قد انخفض استهلاك حساء زعانف القرش في الصين بنسبة 50 إلى 70 في المئة منذ عام 2011. rnrnوأشارت وزارة التجارة الصينية أن استهلاك حساء زعانف سمك القرش خلال عطلة الربيع من عام 2013 قد انخفض بنسبة 70 في المئة عن 2012، وأفادت مجموعات هونغ كونغ الصناعية أن واردات زعانف القرش انخفضت بنسبة 20 إلى 30 في المئة اعتبارا من عام 2012. أيضا، تشير الأدلة القصصية إلى انخفاض في أسعار زعانف القرش في جميع أنحاء العالم والابتعاد عن صيد سمك القرش في أجزاء من أفريقيا.

### الحظر
ولم تشجع بعض الجماعات مثل، فينز اتاتشد وشارك سيفرز وشارك انجلز، وشارك ويسبرز ومجموعة راعي البحر للحماية استهلاك الحساء بسبب مخاوفها من انقراض اسماك القرش في العالم والطريقة اللإنسانية في نزع زعانف القرش وهو على قيد الحياة وإلقاءها مرةَ أخرى في المحيط وهي غير قادرة على السباحة أو المطاردة أو البقاء على قيد الحياة. ويجري النقاش حول انتشار زعانف سمك القرش واستدامة أسماك القرش على حد سواء. وشعور الآخرين باستهداف التقاليد الصينية يسمى ب سينوفرانيا (خوف الصين). وتتوقف إدارة الفنادق الكبرى وفنادق شبه الجزيرة وشانغريلا للفنادق والمنتجعات عن تقديم حساء زعانف القرش لزوارها لصالح تقديم المأكولات البحرية المستدامة. وقد توقفت- (سلسلة ثلاث أكبر سوبر ماركت) التخزين البارد وان تي يو سي فير برايس، وكارفور في سنغافورة عن بيع زعانف سمك القرش بسبب مخاوف الاستدامة أيضا. وحذفت هونغ كونغ ديزني لاند الحساء من قائمتها بعد أن تعذر العثور على مصدر مستدام. وحظرت جامعة هونغ كونغ تقديم حساء زعانف القرش آملا في اعطاء قيادة حيث سيتبعها الآخرون في هونغ كونغ. ".
فيما حظرت الوزارة الماليزية للمصادر الطبيعية والبيئية حساء زعانف القرش من المناسبات الرسمية في التزام لجمعية الطبيعة الماليزية حفاظاً على أنواع سمك القرش. وتم حظر بيع وحيازة زعانف سمك القرش في الولايات المتحدة الأمريكية مثل ولاية هاواي  وواشنطن  وأوريغون، وكاليفورنيا، وغوام  وكومنولث من جزر ماريانا الشمالية مما سيزيل فعليا توافر الحساء. وأصبحت إلينوي الولاية الخامسة لتنفيذ حظر على تجارة زعانف القرش، وهي أول ولاية خارج المحيط الهادي. وفي الماضي، كانت ولاية إيلينوي مستورّدة كبيرة لزعانف سمك القرش. وفي عام 2011، وقع الرئيس الأمريكي باراك أوباما قانون حفظ سمك القرش، والتي سوف تسد الثغرات التي تستخدم في الحصول على زعانف القرش. وأشارحاكم ولاية كاليفورنيا جيري براون في توقيعه على مشروع القانون على وحشية إزالة زعانف سمك القرش والتهديدات المحتملة على البيئة والصيد التجاري. واتهم المعارضين بأن الحظر كان تمييز ضد الصينيين المستهلك الرئيسي لحساء زعانف سمك القرش وذلك عندما حظرت القوانين الفيدرالية ممارسة إزالة زعانف سمك. وسيظل صيد أسماك القرش قانونيا ولكن لم يعد من الممكن أن تباع زعانفه وقد رفعت الجماعات الصينية الأميركية دعوى قضائية في محكمة مقاطعة الولايات المتحدة للمنطقة الشمالية من ولاية كاليفورنيا تسعى فيها لإلغاء الحظر. A lawsuit has been filed in United States District Court for the Northern District of California by Chinese American groups seeking to overturn the ban. وفي كندا، قرر مجلس مدينة فانكوفر على العمل من أجل إنشاء نوع ما من الحظر للحفاظ على أنواع أسماك القرش. وانضمت تورنتو، أكبر مدينة في كندا للبلديات الأخرى مثل برانتفورد وميسيسوجا في اعتماد حظر زعانف القرش في 13 أكتوبرمن عام 2011. وانضمت ولاية كالغاري وألبرتا للمدن الكندية الأخرى في حظر حساء زعانف سمك القرش في 16 يوليو من 2012. وفي الثاني من يوليو من عام 2012 أعلن مجلس الدولة الصيني لجمهورية الصين الشعبية انه لم يعد من الممكن تقديم حساء زعانف أسماك القرش في المآدب الرسمية. وقد يستغرق هذا الحظر فترة تصل إلى ثلاث سنوات ليتم تنفيذه لأنه يعتبر طبق اجتماعي معتاد عليه في الثقافة الصينية.
وفي الواحد من ديسمبر عام 2012 قضت المحكمة العليا في أونتاريو للقاضي جيمس سبينس بأن قرار حظر تورنتو كان ليس صالحاَ. وقد تحدى أعضاء مجتمع الأعمال الصيني في تورونتو هذا الحظر. وقال القاضي سبنس ان المدينة لاتملك القوة الكافيه لتنفيذ الحظر. وفي سبتمبر من عام 2012 اعتقد رئيس بلدية تورونتو روب فورد بأن الحظر ليست مسؤولية تقع على عاتق المدن لذلك لم يتم دعمها في ذلك الوقت.

وفي 27 مارس من عام 2013 فشلت مطالبة أعضاء القطاع الخاص في مجلس العموم البريطاني لحظر استيراد زعانف القرش إلى داخل كندا. وكانت إزالة زعانف القرش غير قانونية بالفعل في المياه الكندية، ولكن لم يكن هناك قانون لوقف الاستيراد إلى كندا.
وفي الثامن من مايو، قرر مجلس مدينة كالغاري 2013 الانتظار حتى ديسمبر 2013، وأوصى بالميول بعيدا عن فرض حظر تام والبحث عن مصادر مَنَاقِبِيه لمنتجات أسماك القرش. وقال عضو مجلس محلي مار جون أنه سيكون هناك المزيد من الوقت للمناقشة والمشاركة والبحث عن خيارات أخرى . وكان المقصود أن الصياغة الجديدة في اللائحة ماهو الا حظر بيع وتوزيع وتجارة زعانف سمك القرش، ولكن ليس حظر حيازتها واستهلاكها. وكان عضو مجلس فانكوفر كيري جانغ في اجتماع مجلس كالغاري وقال إنه ليس بالأمر الثقافي، وأنه حتى الصين والحكومة الصينية قررت التخلص التدريجي من جميع زعانف سمك القرش من المآدب الرسمية. كما أشار أيضا إلى ان صيغ اللوائح في كالغاري وتورونتو، والتي تواجه مشاكل قانونية مع الاختصاص البلدي تحاول حظر حيازة تها واستهلاكها، ولكنه من الصعب تنفيذها وتنظيمها.
وفي 27 من مايو من عام 2013 ألغى مجلس مدينة كالغاري الحظر ضد رغبات منظمة زعانف سمك القرش الحرة بكالغاري وكانت هناك احتجاجات ضد الحظر من الجالية الصينية في كالغاري، وأوصت فرقة عمل مدينة كالغاري في مواجهة الحظر. , ووفقا لما جاءت به صحيفة كالغاري هيلارد في مقالة ذكرت ان رئيس بلدية كالغاري ناهيد نيناشي انه لم يكن يريد فرض حظر كامل، على الرغم من انه صوّت لصالح الحظر في العام السابق.

## الحملات
قامت منظمة بايت باك بشن حملة ضد بيع حساء زعانف القرش في بريطانيا وعلى خلفية الحملة الانتخابية البريطانية، ومقرها لندن وافق المطعم الصيني هاكاسان الحائز على نجمة ميشلان على التوقف عن بيع الحساء المثير للجدل  بينما قدمت أسماء أخرى بارزة مثل غوردون رامزي، هيو فيرنلي-ويتنقستول وتشارلز كلوفر، مؤلف كتاب نهاية السطر: كيف يغير الصيد الجائر العالم ومانأكل؟ دعمها للحملة الخيرية " 

## زعانف القرش الاصطناعية
كان أول استخدام لزعانف القرش الوهمية في هونغ كونغ عام 1970 ومنذ عام 1990 إلى الآن، وزعانف القرش الوهمية تشتهر في العديد من المطاعم الصينية. وتوجد بدائل لزعانف سمك القرش والمعروفة باسم «زعانف سمك القرش الوهمية». ويمكن ان يحضّر المنتج من مقادير متنوعة ويكون الأساس هو الجيلاتين أو زعانف سمك القرش . ويستخدم كبديل الصويا وتستخدم لشركة اليابانية الجيلاتين الخنزيري. ويتوفر«حساء زعانف سمك القرش الوهمية» المشهور والمنخفض السعر والمصنوع من الشعيرية على نطاق واسع في آسيا. ويمكن أيضا ان تحضّر من معكرونة السيلوفان والفينسي. وتشمل الأصناف الأخرى صدور الدجاج ولحم الخنزير وجلده. ويمكننا اليوم أيضا شراء زعانف القرش الوهمية بشكل محفوظ من محلات السوبر ماركت والمتاجر المحلية.